# Nachal Nicra
Nachal Nicra (hebrejsky נחל נצרה) je vádí v jižním Izraeli, v severozápadní části Negevské pouště.
Začíná v nadmořské výšce necelých 100 metrů severně od vesnice Kisufim, poblíž hranic pásma Gazy a pahorku Giv'at Nicra. Směřuje pak k severovýchodu zemědělskou krajinou, která díky soustavnému zavlažování ztratila svůj pouštní charakter. Od jihu sem zprava ústí vádí Nachal Imar. Pak ústí zleva do vádí Nachal Besor.